# Тайхмюллер, Роберт
Роберт Тайхмюллер (нем. Robert Teichmüller; 4 мая 1863, Брауншвейг — 6 мая 1939, Лейпциг) — немецкий пианист и музыкальный педагог.

## Биография
Окончил Лейпцигскую консерваторию у Карла Райнеке. С 1897 г. преподавал там же, с 1908 г. профессор.
Среди учеников Тайхмюллера разного времени — Зигфрид Карг-Элерт, Рудольф Мария Брайтхаупт, Эрвин Шульхоф, Вилли Буркхард, Отмар Шёк, Эйлин Джойс, Балис Дварионас, Йоун Лейфс, Польди Мильднер, Марк Лаври и другие. У Тайхмюллера учился и Альфред Барезель, опубликовавший несколько брошюр о жизни, работе и педагогических методах своего наставника.
Редактировал различные издания фортепианной литературы, от Гайдна до Макса Регера. В 1927 г. составил и опубликовал (совместно с Куртом Германом) аннотированный справочник для пианистов «Международная современная фортепианная музыка» (нем. Internationale Moderne Klaviermusik).